# Утконосовые
Утконо́совые (лат. Ornithorhynchidae) — семейство водоплавающих млекопитающих из отряда однопроходных, обитающих в Австралии. Включает один современный и несколько вымерших видов.
Анализ полных геномов показывает, что предки яйцекладущих млекопитающих отделились от предков плацентарных и сумчатых примерно 187 млн лет назад, а предки ехидновых и утконосовых разделились 55 млн лет назад.

## Классификация
По данным сайта Paleobiology Database, на июль 2020 года в семейство включают 5 родов, из которых 4 вымерли:
- † Род Monotrematum Pascual et al., 1992
  - † Monotrematum sudamericanum Pascual et al., 1992
- † Род Обдуродоны Obdurodon Woodburne & Tedford, 1975
  - † Obdurodon dicksoni Archer et al., 1992
  - † Obdurodon insignis Woodburne & Tedford, 1975
  - † Obdurodon tharalkooschild Pian et al., 2013
- Род Утконосы Ornithorhynchus Blumenbach, 1800
  - Утконос Ornithorhynchus anatinus (Shaw, 1792)
- † Род Steropodon Archer et al., 1985
  - † Steropodon galmani Archer et al., 1985
- † Род Teinolophos Rich et al., 1999
  - † Teinolophos trusleri Rich et al., 1999